# Louder Than Bombs
Louder Than Bombs (Más ruidoso que las bombas en español) es el tercer álbum recopilatorio del grupo británico de indie The Smiths, lanzado en marzo de 1987, por su discográfica norteamericana, Sire Records. Contiene sencillos no incluidos en sus álbumes de estudio previos, y material de los primeros dos recopilatorios Hatful of Hollows y The World Won't Listen.
La posición más alta que alcanzó en las listas fue el 62 en Billboard 200. Fue tal la demanda popular, que su discográfica británica, Rough Trade, decidió lanzar el álbum en el Reino Unido en noviembre de 1988, alcanzando el puesto 38 de las listas británicas.

## Lista de canciones
Todas las canciones escritas y compuestas por Morrissey/Marr, excepto "Golden Lights", escrita por Twinkle, y "Oscillate Wildly", escrita por Johnny Marr. 
| N.º | Título                                                                                        | Duración |  |
| 1.  | «Is It Really So Strange?» (Cara B de "Sheila Take a Bow"; John Peel session, 12/2/86)        | 3:04     |  |
| 2.  | «Sheila Take a Bow» (Single A-side)                                                           | 2:41     |  |
| 3.  | «Shoplifters of the World Unite» (Single A-side)                                              | 2:57     |  |
| 4.  | «Sweet and Tender Hooligan» (Cara B de "Sheila Take a Bow"; John Peel session, 12/2/86)       | 3:13     |  |
| 5.  | «Half a Person» (Cara B de "Shoplifters of the World Unite")                                  | 3:36     |  |
| 6.  | «London» (Cara B de "Shoplifters of the World Unite")                                         | 2:07     |  |
| 7.  | «Panic» (Single A-side)                                                                       | 2:20     |  |
| 8.  | «Girl Afraid» (Cara B de "Heaven Knows I'm Miserable Now")                                    | 2:48     |  |
| 9.  | «Shakespeare's Sister» (Single A-side)                                                        | 2:09     |  |
| 10. | «William, It Was Really Nothing» (Single A-side)                                              | 2:11     |  |
| 11. | «You Just Haven't Earned It Yet, Baby» (US mix of aborted single A-side)                      | 3:34     |  |
| 12. | «Heaven Knows I'm Miserable Now» (Single A-side)                                              | 3:34     |  |
| 13. | «Ask» (Remix of single A-side)                                                                | 3:18     |  |
| 14. | «Golden Lights» (Cara B de "Ask")                                                             | 2:39     |  |
| 15. | «Oscillate Wildly» (Cara B de "How Soon is Now?")                                             | 3:27     |  |
| 16. | «These Things Take Time» (Cara B de "What Difference Does It Make?")                          | 2:23     |  |
| 17. | «Rubber Ring» (Cara B de "The Boy with the Thorn in His Side")                                | 3:48     |  |
| 18. | «Back to the Old House» (Cara B de "What Difference Does It Make?")                           | 3:05     |  |
| 19. | «Hand in Glove» (Single A-side mix)                                                           | 3:13     |  |
| 20. | «Stretch Out and Wait» (Cara B de "Shakespeare's Sister")                                     | 2:38     |  |
| 21. | «Please, Please, Please, Let Me Get What I Want» (Cara B de "William, It Was Really Nothing") | 1:52     |  |
| 22. | «This Night Has Opened My Eyes» (de Hatful of Hollow; sesión de John Peel, 14/09/83)          | 3:40     |  |
| 23. | «Unloveable» (Cara B de "Bigmouth Strikes Again")                                             | 3:55     |  |
| 24. | «Asleep» (Cara B de "The Boy with the Thorn in His Side")                                     | 4:11     |  |

En el 2003, la prestigiosa revista Rolling Stone, le concedió el puesto 365 dentro de su clasificación "Los Mejores 500 álbumes de la historia".